# Allar jezik
Allar jezik (alarski, čatanski, po plemenskim nazivu alar ili chatan; aalan, alan, alanmar, alar, allan, chatans; ISO 639-3: all), jedan od dravidskih jezika kojim se služi oko 350 ljudi u indijskoj državi Kerala. Unutar porodice ostao je zbog svoje posebnosti pobliže neklasificiran.
Pleme Alari ili Čatani (Chatans) su lovci i sakupljači a uz svoj jezik govore i malayalam [mal].

## Vanjske poveznice
- Ethnologue (14th)
- Ethnologue (15th)